# Miss Bolivia 2018
La 39.ª edición del certamen Miss Bolivia, correspondiente al año 2018 se celebró el 23 de junio en el Salón Sirionó de la FexPo, en la ciudad de Santa Cruz de la Sierra. Concursantes de los nueve departamentos bolivianos y una representante de los residentes bolivianos en el extranjero compitieron por este título de belleza. Al final del evento, Gleisy Noguer - Miss Bolivia 2017 coronó a su sucesora Joyce Prado (Miss Santa Cruz) como la nueva Miss Bolivia Universo 2018 y tendrá el derecho de ir a la competencia de Miss Universo 2018.

## Resultados
| Posiciones                           | Departamento       | Candidata                          |
| Miss Bolivia Universo 2018           | - Miss Santa Cruz  | - Joyce Prado Ribera               |
| Miss Bolivia Internacional 2018      | - Miss Beni        | - María Elena Antelo Molina (Δ)    |
| Miss Bolivia Grand 2018              | - Miss Chuquisaca  | - Elena Romero Zambrana            |
| Miss Bolivia Continentes Unidos 2018 | - Miss Tarija      | - Valentina Ramallo Gajardo        |
| Primera Finalista                    | - Srta. Santa Cruz | - Mariana Pinedo Callau            |
| Segunda Finalista                    | - Miss Litoral     | - Fiorella Suárez Cerusoli         |
| Tercera Finalista                    | - Miss Pando       | - Liz Ericka Shimokawa Salvatierra |
| Cuarta Finalista                     | - Miss Illimani    | - Nadia Peralta Iriondo            |

(Δ) Fue elegida por el voto del público en Internet

### Miss Bolivia Mundo
| Posiciones                  | Departamento      | Candidata                          |
| Miss Bolivia Mundo 2018     | - Miss Cochabamba | - Vanessa Vargas Gonzales          |
| Virreina Miss Bolivia Mundo | - Miss Andalucía  | - Karen Quispe Nava                |
| Primera Finalista           | - Miss Pando      | - Liz Ericka Shimokawa Salvatierra |

### Miss Bolivia Tierra
En la noche del Miss Bolivia 2018, Promociones Gloria presentó a Ilsen Olmos Ferrufino de 27 años como la Miss Bolivia Supranacional 2018 una reina de belleza idónea para el certamen internacional.
Nació en La Paz pero vivió su niñez y adolescencia en Tarija, pero la etapa universitaria la hizo en Chile, es hija de los destacados comunicadores de la ciudad de Tarija, Danilo Olmos e Ilsen Ferrufino.
Ilssen es modelo, actriz y estudió  Ingeniería de Telecomunicaciones (Universidad Tecnológica de Chile) y recientemente concluyó su MBA en la Universidad de Chile, es una reina completa que habla cinco idiomas: español, francés, inglés, portugués y chino mandarín. Representó a Bolivia en Miss Supranacional 2018, donde no clasificó.

## Títulos previos
| Títulos                                | Departamento       | Candidata                       |
| Miss Deporte Patra                     | - Miss Santa Cruz  | - Joyce Prado Ribera            |
| Labios Bellos «Mentisan»               | - Miss Santa Cruz  | - Joyce Prado Ribera            |
| Miss Personalidad UDABOL               | - Srta Litoral     | - Fabiane Valdivia Zambrana     |
| Mejor Cabellera Sedal                  | - Srta Litoral     | - Fabiane Valdivia Zambrana\|   |
| Miss Silueta Universo Starfish         | - Srta. Santa Cruz | - Mariana Pinedo Callau         |
| Miss Silueta Mundo Starfish            | - Miss Litoral     | - Fiorella Suárez Cerusoli      |
| Mejor Sonrisa Orest                    | - Srta Litoral     | - Fabiane Valdivia Zambrana     |
| Chica AmasZonas Universo               | - Miss Santa Cruz  | - Joyce Prado Ribera            |
| Chica AmasZonas Mundo                  | - Srta Litoral     | - Fabiane Valdivia Zambrana     |
| Mejor Traje Típico                     | - Miss Oruro       | - Yoselin Yanine Melgar Ledezma |
| Mejor Rostro Redes Sociales            | - Miss Chuquisaca  | - Elena Antonia Romero Zambrana |
| Miss Fotogenica PG                     | - Miss Cochabamba  | - Vanessa Vargas Gonzales       |
| Mejor Proyecto «Belleza con Propósito» | - Miss Cochabamba  | - Vanessa Vargas Gonzales       |
| Miss Amistad y Simpatía                | - Miss Beni        | - María Elena Antelo Molina     |

Área de competencia en títulos previos;
- Mis Deporta Patra, las candidatas demostraron todos sus atributos en el Deporte;
  - Miss Deporte Patra - Joyce Prado Ribera (Miss Santa Cruz)
  - Segundo Lugar - Mariana Pinedo Callau (Srta. Santa Cruz)
  - Tercer Lugar - Yancarla Noe Duran (Miss Residentes)

______________________________________________________________________________
- Mejor Traje Típico, las candidatas demostraron el talento de los diseñadores bolivianos;
  - Mejor Traje Típico - Yoselin Yanine Melgar Ledezma (Miss Oruro), DISEÑO: Rommel Rojas
  - Segundo Lugar - María Elena Antelo Molina (Miss Beni), DISEÑO: Rodolfo Soleto
  - Tercer Lugar - Mariana Pinedo Callau (Srta. Santa Cruz), DISEÑO: Eduardo Rivera

______________________________________________________________________________
- Mejor Sonrisa Orest, las candidatas demostraron sus mejores encantos;
  - Mejor Sonrisa Orest - Fabiane Valdivia Zambrana (Srta Litoral)
  - Top 4 - Finalista:  Mery Abigaíl Beckrich Cardozo (Srta. Beni)
  - Top 4 - Finalista: Mariana Pinedo Callau (Srta. Santa Cruz)
  - Top 4 - Finalista: Joyce Prado Ribera (Miss Santa Cruz)

______________________________________________________________________________
- Miss Silueta, las candidatas demostraron sus mejores cuerpos;
  - Miss Silueta Universo - Mariana Pinedo Callau (Srta. Santa Cruz)
  - Miss Silueta Mundo - Fiorella Suárez Cerusoli (Miss Litoral)
  - Top 6 - Finalista:  María Elena Antelo Molina (Miss Beni)
  - Top 6 - Finalista: Vanessa Vargas Gonzáles (Miss Cochabamba)
  - Top 6 - Finalista: Liz Ericka Shimokawa Salvatierra (Miss Pando)
  - Top 6 - Finalista: Paola Echalar Mena (Miss Valle)

## Relevancia histórica
Acerca de la clasificaciones - Algunos departamentos sean Miss o Señorita clasificaron en años anteriores y algunas ganaron coronas.
- Este año no se entregó las corona de Miss Bolivia Tierra, este título fue designado.
- La corona del Miss Continentes Bolivia se entrega por Sexta vez en un Miss Bolivia Universo, la última vez fue en el 2017, los demás años fueron designadas.
- Santa Cruz, gana la corona del Miss Bolivia por Vigésima Quinta (25) vez, siendo el departamento con más coronas nacionales.
- Miss Santa Cruz, la Última Vez que ganó el Miss Bolivia fue en el 2016.
- Miss Beni, gana el Miss Bolivia Internacional por segunda vez la última vez que ganó dicha corona fue en el 1986.
- Miss Chuquisaca, gana el Miss Bolivia Grand por primera vez.,en el 2015 fue designado.
- Miss Tarija, gana el Miss Continentes Bolivia por primera vez
- Miss Litoral, Miss Pando, Srta Santa Cruz, Miss Tarija y Miss Chuquisaca, repiten clasificación a finalistas.
- Srta Santa Cruz clasifica por Sexto año consecutivo.
- Miss Pando, Miss Chuquisaca y Miss Tarija clasifican Tercer año consecutivo.
- Miss Litoral, clasifica por Segundo año consecutivo.
- Miss Santa Cruz, clasificó por última vez en el 2016.
- Miss Beni, clasificó por última vez en el 2014.
- Miss Illimani, clasifica por primera vez entre las finalistas, haciendo historia.
- Miss Beni, por primera vez entra finalista por voto del público.
- Por segunda vez en la historia la ganadora del título Miss Amistad y Simpatía, llegó tan lejos en el cuadro de ganadoras, haciendo historia en el Miss Bolivia con segundo lugar (como back to back).
- Miss Pando, logró posicionarse como Primera Finalista del Miss Bolivia Mundo, y siendo la única en clasificar a finalista.
- Miss Cochabmba no clasifica entre las finalista por obtener directamente como ganadora del Miss Bolivia Mundo 2018.

## Representaciones internacionales
| Candidata                          | Concurso internacional                     | País/Sede            | Resultados/Reconocimiento                                                                      |
| - Joyce Prado Ribera               | Miss Universo 2018                         | Tailandia            | No clasificó                                                                                   |
| - Joyce Prado Ribera               | Reina Hispanoamericana 2019                | Bolivia              | Tercera finalista                                                                              |
| - Vanessa Vargas Gonzales          | Miss Mundo 2016                            | China                | No clasificó                                                                                   |
| - María Elena Antelo Molina        | Miss Supranacional 2019                    | Polonia              | No clasificó                                                                                   |
| - María Elena Antelo Molina        | Miss Internacional 2018                    | Japón                | No clasificó                                                                                   |
| - María Elena Antelo Molina        | World Miss Tourism Ambassador 2018         | Vietnam              | Segunda finalista - Top 5 (Miss Talento), Top 10 (Mejor Traje Típico) y Top 18 (Mejor Silueta) |
| - Elena Romero Zambrana            | Miss Grand Internacional 2018              | Birmania             | No clasificó                                                                                   |
| - Valentina Ramallo Gajardo        | Miss Continentes Unidos 2018               | Ecuador              | No clasificó                                                                                   |
| - Karen Quispe Nava                | Miss Tierra 2018                           | Filipinas            | No clasificó                                                                                   |
| - Karen Quispe Nava                | Miss Latinoamérica 2018                    | Panamá               | No clasificó                                                                                   |
| - Wanda Stéfany Cárdenas Herrera   | Reinado Internacional del Trópico 2018     | El Salvador          | por participar                                                                                 |
| - Nadia Peralta Iriondo            | Miss Planet Internacional 2018             | Grecia               | por participar                                                                                 |
| - Ilsen Olmos Ferrufino            | Miss Supranacional 2018                    | Polonia              | No clasificó                                                                                   |
| - Yoselin Melgar Ledezma           | Miss Turismo Internacional 2018            | China                | No clasificó                                                                                   |
| - Ana Dorian "Anita" Pérez Pereira | Miss Queen of Queen 2018                   | República Dominicana | Ganadora                                                                                       |
| - Kendra García Bustamante         | Reinado Internacional de la Primavera 2018 | Perú                 | Solo fue festival                                                                              |
| - Kendra García Bustamante         | Miss Atlántico Internacional 2018          | Uruguay              | Primera finalista                                                                              |

## Historia
Este año es muy exclusivo, porque vuelve a ser la elección de Miss Bolivia Mundo, donde todas las candidatas electas en los concursos departamentales competirán por las coronas del Miss Bolivia Universo, Miss Bolivia Internacional y Miss Bolivia Tierra, así dejando a 4 finalistas en la noche final.-
La corona del Miss Bolivia Mundo será coronada de manera separada, se elegirá así también a segunda finalista, primera finalista y posteriormente a la Miss Bolivia Mundo, tal cual lo mismo que se realizó en el Miss Bolivia 2014 y Miss Bolivia 2017.
La presentación oficial de las candidatas se dio el día 11 de junio en las instalaciones de la Hard Rock auspiciador oficial del concurso "con mucha naturalidad y seguridad, cada una de ellas impusieron presencia y se presentaron mencionando sus nombres y al departamento que representan con mucho orgullo", donde luego de realizar su pasarela, las candidatas accedieron a entrevistas de los distintos medio de prensa y posteriormente compartieron algunas exquisiteces preparada especialmente para ellas.
- Gleisy Noguer actual Miss Bolivia y Giancarla Fernández Miss Bolivia Tierra 2017,mostraron las coronas que portarán las nuevas representantes, que este 23 de junio se coronen en el Miss Bolivia 2018.

Como primera actividad de las aspirantes fue en Trinidad, Beni donde las candidatas viajaron en fecha 15 de junio, para realizar sesiones fotográficas y filmaciones, que mostrarán los lugares turísticos de esa capital, en Trinidad se elejieron los 2 títulos previos de Mejor Traje Típico y Miss Fotogenica.
Posteriormente el18 de junio se llevó a cabo la Gala de la Belleza, donde se entregaron título previos,  que las perfilarán como favoritas para ganar la final del Miss Bolivia 2018 este 23 de junio, que será transmitido por la señal HD de Red Uno, el canal oficial del certamen más importante del país.

### Áreas de competencia
Concentración.- Las 24 candidatas a Miss Bolivia 2018 se reunieron en el Hotel Yotau para hospedarse en el tiempo de la competencia.
Final .- La noche final estará transmitida en vivo para toda Bolivia por Red Uno. además se transmitió vía Internet para todos los países y territorios desde Santa Cruz, Bolivia, el 23 de junio de 2018. y será conducido por Carlos Rocabado, Sandra Alcázar y Desiree Durán.
El grupo de 9 semifinalistas se dará a conocer durante la competencia final.
Todas las 24 candidatas serán evaluadas por un Jurado final:
- El opening será donde las 24 candidatas desfilaron en presentación de sus trajes típicos o alegórico representando a su región.
- Las 24 candidatas desfilaron en una ronda en traje de baño (similares para todas).
- Posteriormente, las mismas desfilaron en traje de noche (elegidos al gusto de cada concursante).
- Basado en el desenvolvimiento en las áreas mencionadas, el jurado eligara las ocho (8) finalistas de la noche.
- Las ocho (finalistas) se sometieron a una entrevista personal sobre conocimiento de su vida personal.
- Basado en las respuestas en sus calificaciones en la ronda de preguntas de las 8 finalistas, el jurado determinara las posiciones finales y a la ganadora, Miss Bolivia 2018.

## Jurado
- Nuvia Montenegro, Miss Beni 2004 y Miss Bolivia Mundo 2004, electa Top 10 de las mejores figuras del Miss Mundo 2004, primera finalista del Reina Sudamericana 2004, licenciada de Marketing y publicidad con un postgrado en gerencia administrativa.
- Rosario Rico Toro, Miss Cochabamba y Miss Bolivia Universo 1990, fue Top 6 del Miss Universo 1990.
- Bruna Zanardo, Miss Brasil Tierra 2016 y Top 4 en el Miss Tierra 2016 obteniendo el título de Miss Tierra Fuego y Miss Brasil Internacional 2017 y representó a su país en el Miss Internacional 2017.
- Elizabeth O’connor, Miss Tarija 1986, Miss Bolivia Universo 1986, tercera finalista de Miss Sudamérica 1986 en Caracas, Venezuela, también representó a Bolivia en el Reina Bolivariana 1987 en Mérida, Venezuela donde obtuvo el segundo lugar y fue elegida Miss Fotogénica, actualmente es diseñadora de joyas.
- Quito Velasco, diseñador de interiores y paisajista, director de CasaCor Bolivia.
- Marco Antonio Dipp, comunicador social de profesión es director general del diario Correo del Sur que se edita en Sucre.
- Christian Schilling, empresario visionario que apuestapor industria, es Gerente General y Líder de Droguería INTI..

## Datos interesantes del Miss Bolivia 2018
- Es la edición número 63 del certamen nacional y 39 bajo el cargo de Promociones Gloria.
- Liz Shimokawa (Miss Pando), es la primera concursante con discapacidad auditiva en un Miss Bolivia.
- Por primera vez en la historia renuncian 3 señoritas a participar del Miss Bolivia Srta. Cochabamba, Srta. Potosí y Srta. Pando declinaron a participar por la corona nacional.
- Se interrumpe después de 7 años la entrega del título de Miss Bolivia Tierra, siendo este año la entrega por designación directa a una señorita que no participó del Miss Bolivia en ningún año.
- Es la primera vez que una señorita participa dos (2) veces en el Miss Bolivia en el caso de Joyce Prado (2015 y 2018).
- Después de 10 años la antesala del Miss Bolivia se realizó en el Beni. Las 24 candidatas se hospedaron en complejo hotelero Tapacaré, ubicado en las afueras de Trinidad. Visitaron Puerto Ballivián, pasearon en flotel Reina de Enin y conocieron el museo de la ciudad.
- El departamento de La Paz luego de tres años tiene a tres representantes en competencia.
- Srta. Tarija 2018, Marioly Ríos Peñaloza es prima de la también Srta. Tarija de 2017, Paola Andrea Peñaloza Esta última es su principal asesora en Miss Bolivia.
- Fiorella Suárez (Miss Litoral), es la única candidata de pelo claro dentro del grupo de 24 candidatas.
- Mariana Pinedo (Srta. Santa Cruz) es cruceña y Nadia Peralta (Miss Illimani), es una modelo nacida en los Yungas (La Paz), el Dúo de afrobolivianas vuelve al Miss Bolivia, la última vez que se tuvo dos afrobolivianas fue en Miss Bolivia 2014.
- La más joven del concurso es Josely Arriaza (Miss Amazonia) con 17 años y la más mayor es Paola Echalar (Miss Valle) con 26 años.
- La más alta del certamen es Joyce Prado (Miss Santa Cruz) con 1,81 metros de estatura y la más baja es la, Raysa Sanjinéz (Srta. La Paz) con 1,62 metros.

## Candidatas
24 candidatas compitieron por el título.
(En la tabla se utiliza su nombre completo, los sobrenombres van entrecomillados y los apellidos utilizados como nombre artístico, entre paréntesis; fuera de ella se utilizan sus nombres «artísticos» o simplificados)
| Candidata        | Nombre                                   | Edad | Estatura | Ciudad de Origen        |
| Miss Amazonia    | María Josely Arriaza Rivero              | 17   | 1,72     | Santa Ana               |
| Miss Andalucía   | Karen Jenifer Quispe Nava                | 20   | 1,76     | Bermejo                 |
| Miss Beni        | María Elena Antelo Molina                | 24   | 1,74     | Riberalta               |
| Srta. Beni       | Mery Abigaíl Beckrich Cardozo            | 24   | 1,78     | Trinidad                |
| Miss Cochabamba  | Vanessa Vargas Gonzáles                  | 22   | 1,73     | Cochabamba              |
| Srta. Cochabamba | Kendra Daylin García Bustamante          | 19   | 1,75     | Cochabamba              |
| Miss Chuquisaca  | Elena Antonia Romero Zambrana            | 19   | 1,72     | Villa Alcala            |
| Srta. Chuquisaca | Wanda Stéfany Cárdenas Herrera           | 23   | 1,70     | Huacareta               |
| Miss Illimani    | Nadia Yasira Peralta Iriondo             | 24   | 1,75     | Los Yungas              |
| Miss La Paz      | Andrea Silvana Calderón Gamio            | 22   | 1,69     | La Paz                  |
| Srta. La Paz     | Rayza Luisa Sanjinéz Flores              | 25   | 1,62     | La Paz                  |
| Miss Litoral     | Fiorella Suárez Cerusoli                 | 21   | 1,77     | Santa Cruz de la Sierra |
| Srta Litoral     | Fabiane Valdivia Zambrana                | 18   | 1,74     | Santa Cruz de la Sierra |
| Miss Oruro       | Yoselin Yanine Melgar Ledezma            | 24   | 1,75     | Santa Cruz de la Sierra |
| Srta. Oruro      | Lorna Daritza «Nanicytha» Zutara Morales | 25   | 1,74     | Camiri                  |
| Miss Pando       | Liz Ericka Shimokawa Salvatierra         | 19   | 1,66     | Cobija                  |
| Miss Potosí      | Mariela Alejandra Fernández Solíz        | 21   | 1,69     | Villazon                |
| Srta. Potosí     | Ana Dorian "Anita" Pérez Pereira         | 20   | 1,75     | Potosí                  |
| Miss Residentes  | Yancarla Noe Durán                       | 24   | 1,68     | Madrid                  |
| Miss Santa Cruz  | Joyce Mariam Prado Ribera                | 21   | 1,81     | Santa Cruz de la Sierra |
| Srta. Santa Cruz | Mariana Pinedo Callau                    | 21   | 1,67     | Santa Cruz de la Sierra |
| Miss Tarija      | Valentina Ramallo Gajardo                | 18   | 1,72     | Cercado                 |
| Srta. Tarija     | Marioly Ríos Peñaloza                    | 24   | 1,72     | Cercado                 |
| Miss Valle       | Paola Echalar Mena                       | 26   | 1,71     | Cochabamba              |

### Designaciones
- Anita Perez (Srta Potosí) fue designada por la Organización de Mario Barragan para representar a su departamento en esta edición de Miss Bolivia, tras quedar como Miss Villa Imperial en el certamen departamental de 2018
- Kendra Garcia (Srta Cochabamaba) fue designada por la Organización Miss Cochabamba para representar a su país en esta edición de Miss Bolivia, tras quedar como Miss Valle en el certamen departamental de 2018
- Paola Echalar (Miss Valle) fue designada por la Organización Miss Cochabamba para representar a su departamento en esta edición de Miss Bolivia, tras quedar como Primera Finalista en el certamen departamental de 2018.
- Yancarla Noe Duran (Miss Residentes), fue designada por la Organización de Promociones Gloria, para representar a todos los residentes bolivianos en España, bajo un casting virtual mediante la página oficial de Promociones Gloria.

### Suplencias
- Jimena Aldunate, fue ganadora del título de (Srta Cochabamba 2018), decide declinar a participar de la edición de Miss Bolivia por razones desconocidas y posteriormente se dio a conocer que estaba preparándose para los juegos Sudamericanos en la categoría Fitnes, por lo que Kendra Garcia, que fue Miss Valle (Tercer Lugar), tomó su lugar.
- Marcela Ugalde fue ganadora del título de (Srta Potosí 2018), decide declinar a participar de la edición de Miss Bolivia por razones personales y posteriormente se dio a conocer que estaba embarazada y se preparaba para su matrimonio en Colquechaca, por lo que Anita Perez, que fue Miss Villa Imperial (Tercer Lugar), tomó su lugar.

### Retiros
- Dandara Domínguez fue ganadora del título de (Srta Pando 2018), no participa del Miss Bolivia, los motivos de su ausencia aún se desconocen. Dandara representó a Cobija en el Miss Pando 2018 y no fue suplida porque resultó en tercer lugar.

## Datos acerca de las candidatas
- Algunas de las delegadas del Miss Bolivia Universo 2018 han participado, o participarán, en otros certámenes de importancia regionales, nacionales e internacionales:
  - Ma. Josely Arriaza (Miss Amazonia) - fue Reina de la Ganadería 2015 y Miss Santa Ana del Yacuma 2018
  - Karen Quispe (Miss Andalucía) - fue Reina del Carnaval de Oran 2015 y actual Miss Bermejo 2018.
  - Ma. Elena Antelo (Miss Beni) - fue Reina del Carnaval Riberalteño 2012, Reina de la Tradición 2013 y es Miss Riberalta 2018.
  - Mery Meckrich  (Srta. Beni) - es Srta Trinidad 2018
  - Vanessa Vargas (Miss Cochabamba) - fue Chica Premier 2014-2017, Reina Caporales San Simón 2015, Miss Bikini Fitness 2016 y Miss Feria FEICOBOL 2017.
  - Kendra Garcia (Srta Cochabamba) - fue Miss Chiquitita 1996, Reina Bolivia 2008, Reina del Deporte 2009, Reina de los Juegos Estudiantiles 2009, Miss Valle 2018 y fue Miss Ámbar Bolivia 2018 y participó en el Miss Ámbar Mundial 2018 en República Dominicana, del que resultó como Primera Finalista.
  - Elena Romero (Miss Chuquisaca) - es Miss Villa Alcala 2018
  - Wanda Cardenas (Srta. Chuquisaca) - fue virreina de la Tradición Cruceña 2016 y es Miss Huacareta 2017.
  - Andrea Calderoon (Miss La Paz) - fue Miss Belleza Universitaria 2016, y representó al departamento de La Paz en el Miss World Top Model Bolivia 2017.
  - Rayza Sanjinez (Srta La Paz) fue Miss Contaduría Pública UMSS 2013, Miss Facultad Ciencias Económicas UMSS 2015, Miss Universitaria Departamental Cochabamba 2015.
  - Mariela Fernadez (Miss Potosí) - fue Miss Deporte Villazon 2007, Miss Deporte Potosí 2007, Reina Fexpo Front 2012, Reina Estudiantil 2013 y Reina del Carnaval de Villazon 2017.
  - Anita Peres (Srta Potosí) - fue Reina Departamental del Deporte 2012 (potosí), Reina Nacional del Deporte 2012, Miss Plurinacional Potosí 2013 y participó sin éxito en el Miss Plurinacional 2013 y fue Reina de Carnaval de Chutillos 2015 y Miss Villa Imperial 2018.
  - Yancarla Duran (Miss Residentes) - fue Dama Hispanoamericana 2013 y Miss Bolivia España 2014.
  - Joyce Prado (Miss Santa Cruz) - fue Srta Litoral 2015, participó en el Miss Bolivia Universo 2015 donde obtuvo el título de Miss Turismo Bolivia 2015, representó a Bolivia en el Miss Model of the World 2015 sin éxito, y en el Miss Turismo of the Year Internacional 2015 donde se ubicó entre las 12 finalistas, para el 2017 fue coronada como Miss Globe Bolivia 2017.
  - Valentina Ramallo (Miss Tarija) es Reina del Carnaval Chapaco 2018.
  - Marioly Ríos (Srta Tarija) - fue Primera Princesa del Reina del Carnaval Chapaco 2011, Miss Festival Internacional 2013, Mejor AZafata Bicentenario 2017 de la fexpo Tarija.
  - Paola Echalar (Miss Valle) - fue Primera Finalista del último Miss Cochabamba 2018.
- Datos Debuts, Regresos y Retiros en el Miss Bolivia Universo 2018 : 
  - Miss Illimani y Miss Valle regresan a la competencia después de años de ausencia, Miss Illimani su última participación fue en el 2015 y Miss Valle fue en el 2016.
  - El título de Srta. Andalucía y Miss Villa Imperial se retira en este año de la competencia, por motivo que cubrieron los requisitos para llegar al nacional.
- Algunas de las delegadas nacieron o viven en otro departamento, región o país al que representarán, o bien, tienen un origen étnico distinto:
  - Karen Quispe (Miss Andalucía), nació en Bermejo pero reside en la Provincia de Salta, Argentina.
  - Yosleyn Melgar (Miss Oruro) es nació en Santa Cruz de la Sierra pero reside en Oruro.
  - Lorna Zutara (Srta Oruro) nació en Camiri, Santa Cruz (donde vivió su infancia y poco de su adolescencia), pero ahora reside en Oruro.
  - Mariela Fernandez (Miss Potosí), nació en el Departamento de Tarija, pero pasó toda su vida en Villazon.
- Otros datos significativos de algunas delegadas:
  - Karen Quispe (Miss Andalucía) tuvo la oportunidad de participar en el Miss Mundo Salta Argentina pero declino a última hora.
  - Mariela Fernandez (Miss Potosí) su interés de participar en el Miss Tarija en un futuro le trajo un conflicto con los potosinos por no ser potosina de nacimiento.
  - Joyce Prado (Miss Santa Cruz), hace historia en el concurso nacional de la belleza en Bolivia, siendo la primera mujer en participar dos (2) veces por la corona nacional, su participación fue en el Miss Bolivia 2015 donde obtuvo el cuarto lugar.
  - Mariana Pinedo (Srta Santa Cruz), es una famosa conocida fue participante de Esto es Guerra Bolivia transmitido por la Red PAT y fue participante como famosa del Bailando por un sueño (Bolivia) en su última temporada.